# Mycalesis musculus
Mycalesis musculus är en fjärilsart som beskrevs av Hans Fruhstorfer 1906. Mycalesis musculus ingår i släktet Mycalesis och familjen praktfjärilar. Inga underarter finns listade i Catalogue of Life.